# Sabine Seide
Sabine Seide, eigentlich Sabine Müller, (* 1983 in Großröhrsdorf) ist eine deutsche Jazzsängerin und Komponistin.

## Leben
Seide wuchs in der Nähe von Dresden auf und orientierte sich nach dem Abitur zunächst in Richtung Theater. 2004 begann sie ihr Studium für Jazzgesang bei Jule Unterspann an der Hochschule für Musik Nürnberg. Sie besuchte Meisterkurse von Torun Eriksen, Leny Andrade, Mia Simanainen, Ack van Rooyen, Koch-Schütz-Studer und gibt selbst Gesangsunterricht mit Schwerpunkt Interpretation und Körperarbeit.
Als Backgroundsängerin war sie für Stars wie Andreas Bourani, Peter Maffay, Maite Kelly, Roger Whittaker, Howard Carpendale unter der Leitung des Fürther Big-Band-Leaders Thilo Wolf im Rahmen der Sternstunden-Gala des Bayerischen Fernsehens tätig.
In der Musicalproduktion The Blues Brothers Show von Mantau Entertainment unter der Regie von Marsha Cox schauspielerte und sang sie in einer Hauptrolle. Im Ensemble des Kindertheaters Kopfüber in Ansbach war sie ab 2007 in der Hauptrolle in Das freche Rotkäppchen und der Wolf, den keiner böse fand und in Max und Moritz zu sehen.
Das Debüt ihres Feinton-Trios Seide Passion, Pain & Poetry wurde 2011 beim Musiklabel Ajazz aus Wismar veröffentlicht. Das zweite und deutschsprachige Album Der wilde Mohn – ebenfalls mit ihren Eigenkompositionen und Gedichten – erschien 2014 bei dem Berliner Label Contemplate; auch auf diesem ist ihr Co-Komponist Tino Derado als Pianist vertreten.

## Diskografie
- Seide: Passion, Pain & Poetry (2011 Ajazz)
- Thilo Wolf: Tod im Turm (2012 Wavehouse-Music/MDL Jazz)
- Seide: Der wilde Mohn (2014 Contemplate)